# Tillandsia × jaguactalensis
Tillandsia × jaguactalensis là một loài lai ghép tự nhiên (T. brachycaulos x T. streptophylla) thuộc chi Tillandsia. Đây là loài đặc hữu của México.